# Condé-Northen
Condé-Northen (Duits: Contchen) is een gemeente in het Franse departement Moselle in de regio Grand Est en telt 526 inwoners (1999).

## Geschiedenis
Op 28 mei 1804 fuseerden Condé en Northen tot de gemeente Condé-Northen. Op 8 november 1810 werd Pontigny opgenomen in de gemeente. Op 1 juni 1979 werd de gemeente Loutremange opgeheven en als commune associée opgenomen in Condé-Northen.
De gemeente maakte deel uit van het arrondissement Boulay-Moselle tot dit op 1 januari 2015 fuseerde met het arrondissement Forbach tot het arrondissement Forbach-Boulay-Moselle.

Condé
Loutremange
Northen
Pontigny

## Geografie
De oppervlakte van Condé-Northen bedraagt 11,0 km², de bevolkingsdichtheid is 47,8 inwoners per km².
De onderstaande kaart toont de ligging van Condé-Northen met de belangrijkste infrastructuur en aangrenzende gemeenten.

## Demografie
Onderstaande figuur toont het verloop van het inwonertal (bron: INSEE-tellingen).